# Grotte du Mas-d’Azil
Grotte du Mas-d’Azil – jaskinia krasowa położona w południowo-zachodniej Francji w masywie Plantaurel w Pirenejach, na terenie gminy Le Mas-d’Azil w departamencie Ariège, około 60 km na południe od Tuluzy. Stanowisko archeologiczne eponimiczne dla kultury azylskiej. Od 1942 roku posiada status monument historique, w kategorii classé (zabytek o znaczeniu krajowym).
Jaskinia składa się ze złożonego systemu galerii i korytarzy, położonych na trzech poziomach. Wewnątrz jaskini, na długości 420 m, przepływa rzeka Arize, wypływająca na zewnątrz otworem szerokim na 50 m i wysokim na 65 m. Część jaskini ma postać tunelu o długości 500 m, przebijającego wzdłuż masyw Plantaurel. Przez tunel ten zbudowano w 1859 roku szosę, obecną drogę krajową D 119.
Pierwsze znaleziska archeologiczne w jaskini związane były z budową drogi w połowie XIX wieku. W latach 1887–1897 Édouard Piette przeprowadził prace wykopaliskowe na lewym brzegu rzeki Arize, odkrywając warstwy magdaleńskie z zabytkami sztuki w postaci pokrytych rytami kamiennych płytek oraz rytów i płaskorzeźb wykonywanych w porożu. Piette odsłonił także późnopaleolityczne warstwy nieznanej dotąd kultury archeologicznej, której nadał nazwę azylskiej. Część jaskini na prawym brzegu rzeki Arize przebadał w latach 1901–1905 Henri Breuil, odkrywając ślady matecznika niedźwiedzia jaskiniowego oraz zespół naskalnych malowideł i rytów z okresu kultury magdaleńskiej.
Bogaty inwentarz znalezisk archeologicznych z jaskini obejmuje m.in. wykonane czarnym i czerwonym barwnikiem malowidła naskalne, otoczaki zdobione ochrą, czaszkę kobiecą z umieszczonymi w oczodołach kręgami renifera imitującymi oczy, ryty na kościach oraz kościane figurki w formie m.in. końskiej głowy i fallusa.
Jaskinia była wykorzystywana także w późniejszych czasach: w III wieku stanowiła miejsce zebrań pierwszych chrześcijan, zaś w XVII wieku służyła jako schronienie prześladowanym protestantom.

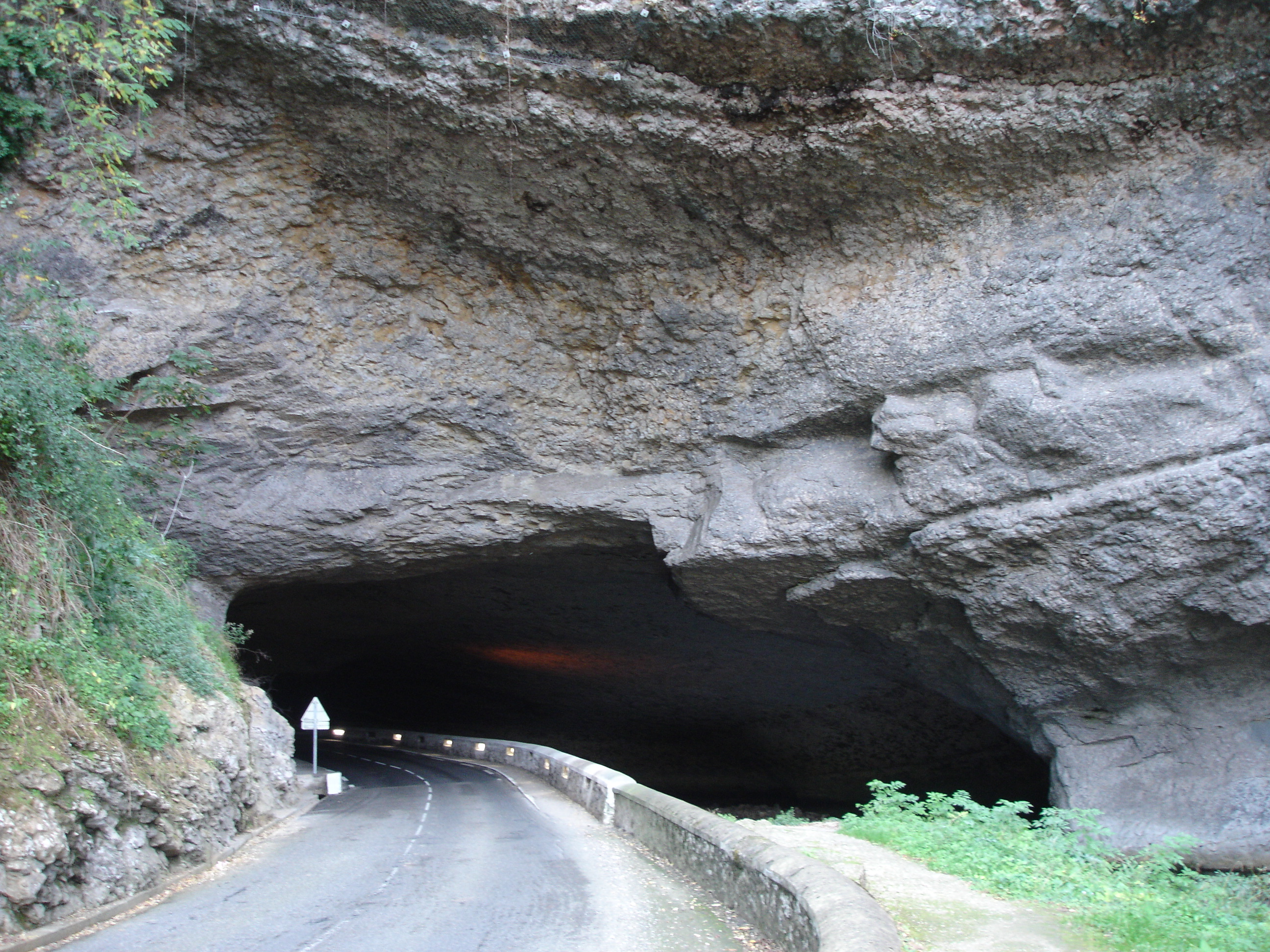
Droga krajowa D 119, przebiegająca przez jaskinię
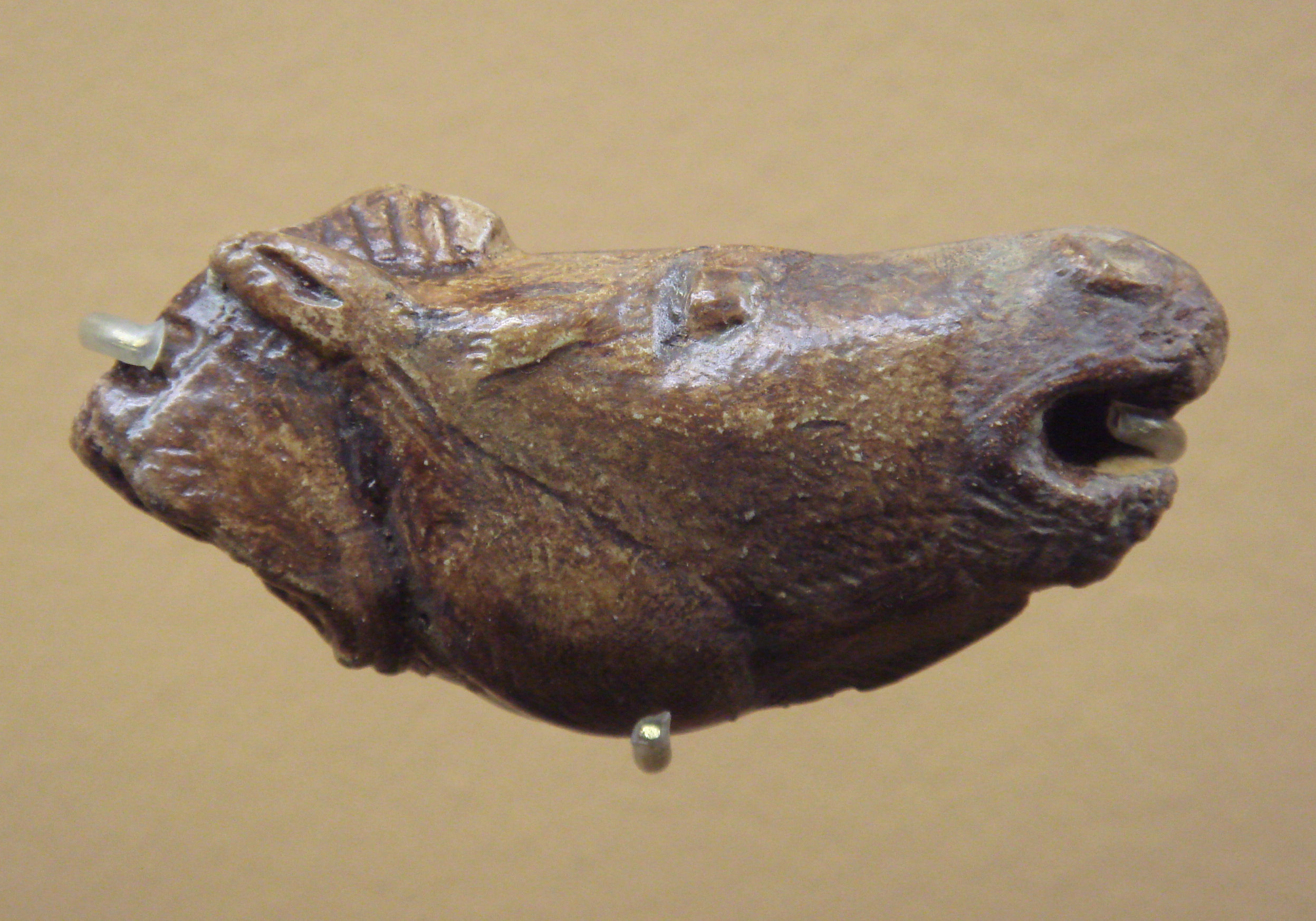
Rzeźba przedstawiająca głowę konia
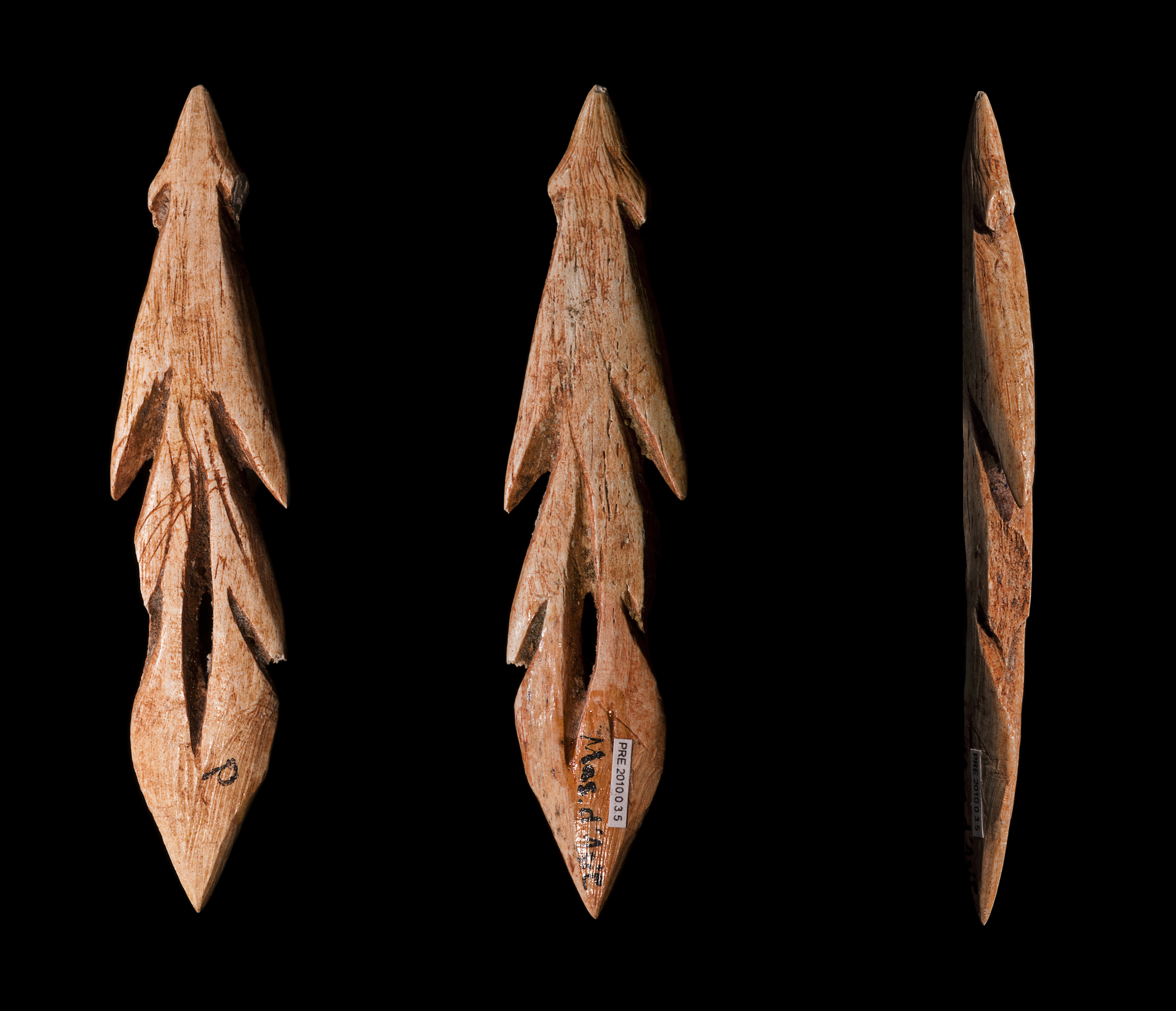
Harpuny kościane z okresu kultury azylskiej
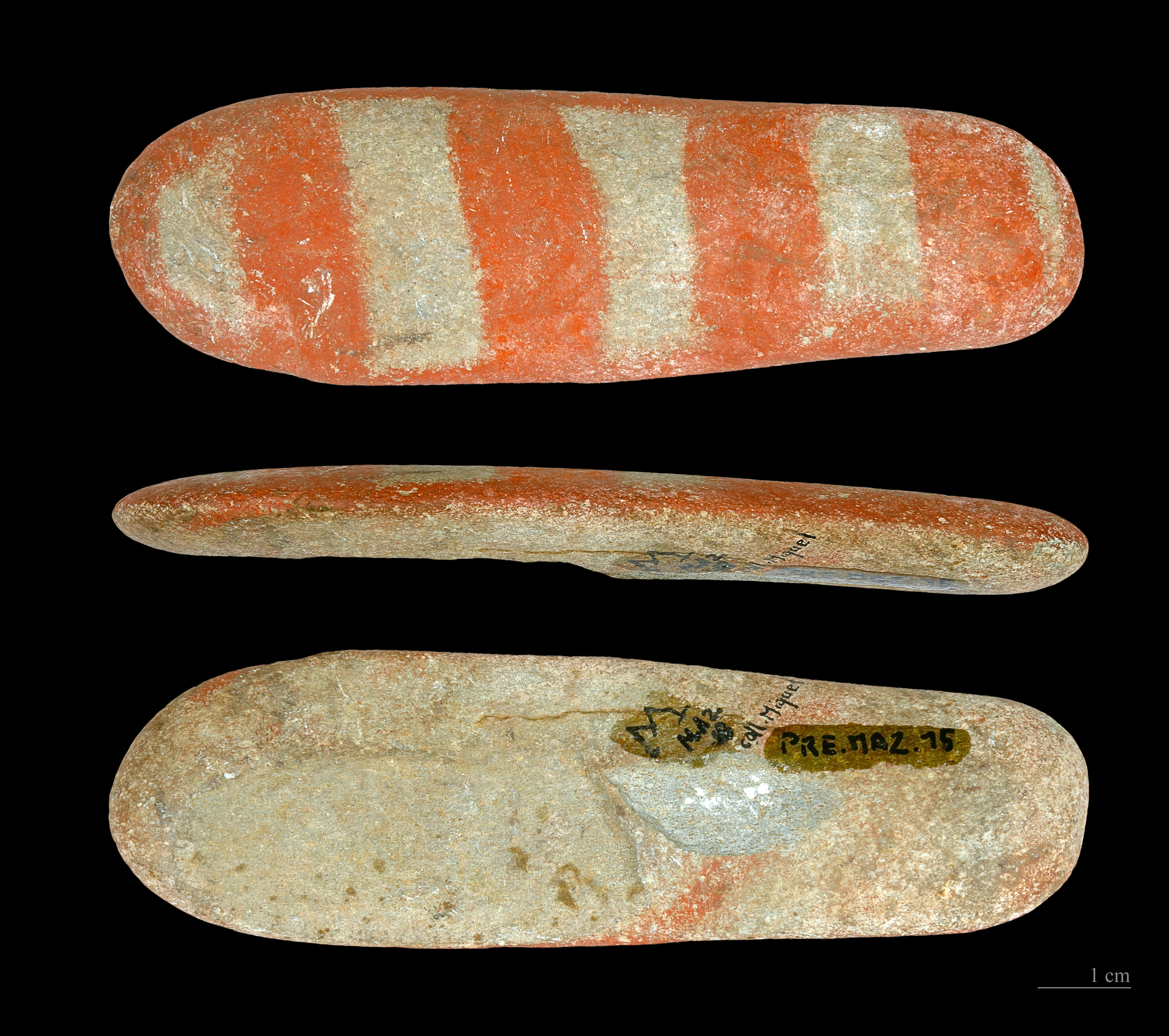
Otoczaki zdobione ochrą